# José Martí
José Julián Martí y Pérez (ur. 28 stycznia 1853 w Hawanie, zm. 19 maja 1895 w prowincji Oriente) – kubański poeta, pisarz oraz przywódca ruchu niepodległościowego. Uważany za bohatera narodowego.

## Życiorys
Martí urodził się w Hawanie, gdy Kuba była hiszpańską kolonią. Był jedynym synem Mariana Martíego i Leonory Pérez Cabrera, miał siedem młodszych sióstr. Jego rodzina udała się do Hiszpanii, gdy miał 4 lata. Wrócili na Kubę dwa lata później, a młody José rozpoczął naukę w lokalnej szkole publicznej. W 1867 roku wstąpił do Profesjonalnej Szkoły Malarstwa i Rzeźby w Hawanie, gdzie uczył się rysunku. Już wtedy pisał poematy, utwory literackie i reportaże do gazet.
W 1869, w wieku 16 lat, po raz pierwszy opublikował swoje przemyślenia polityczne w gazecie El Diablo Cojuelo, która doczekała się tylko jednego wydania. W tym samym roku wydał jeszcze patriotyczny dramat wierszem Abdala w periodyku La Patria Libre, a także sonet 10 de octubre, który ukazał się w gazetce szkolnej.
W marcu tego samego roku szkoła Martíego została zamknięta przez władze, a on sam zaczął myśleć o wyzwoleniu Kuby oraz zniesieniu niewolnictwa na wyspie. W październiku został aresztowany pod zarzutem zdrady wobec hiszpańskiego rządu, cztery miesiące później skazano go na sześć miesięcy pozbawienia wolności (przyznał się do winy).
Jego matka wysyłała do rządu listy, a ojciec konsultował się ze znajomym prawnikiem, aby wyciągnąć syna z więzienia – starania te okazały się nieskutecznie. W więzieniu Martí podupadł na zdrowiu m.in. z powodu ran wywołanych przez łańcuchy, którymi krępowano jego nogi. W związku ze złym stanem zdrowia przeniesiono go w inną część Kuby, Isla de Pinos, a krótko po tym zadecydowano o repatriacji Martíego do Hiszpanii. Pisał tam artykuły krytykujące hiszpańską okupację Kuby, a także studiował prawo.
W Hiszpanii ukończył studia, zdobywając licencjat nauk humanistycznych i dyplom specjalisty od prawa cywilnego. Następnie udał się do Francji, na Kubę wrócił w 1877 roku pod fałszywym nazwiskiem. Po kłopotach związanych ze znalezieniem pracy, ostatecznie przyjął posadę wykładowcy historii i literatury w mieście Gwatemala.
W 1880 roku Martí przeprowadził się do Nowego Jorku, gdzie pełnił funkcję urugwajskiego, paragwajskiego i argentyńskiego konsula. Mobilizował kubańskich uchodźców, szczególnie w Tampa i Key West, do rewolucji i walki o niepodległość i uniezależnienia od Hiszpanii oraz Stanów Zjednoczonych.
W 1884 Martí opuścił Stany i wyruszył na Kubę, gdzie miał walczyć w imię rewolucji – zatrzymano go jednak na Florydzie. Rok później, 25 marca José Marti opublikował dokument Manifesto of Montecristi, ogłaszający niepodległość Kuby, koniec nierównego traktowania przez prawo z powodów rasowych, przyjaźń z Hiszpanami, którzy nie sprzeciwiali się niepodległości i wojnę z tymi, którzy stali na drodze do niej.
11 kwietnia 1895 Martí wylądował na Kubie i wraz z grupą towarzyszy dołączył do rebeliantów generała Máximo Gómez y Báeza. José Martí zginął w bitwie z hiszpańskimi oddziałami w Dos Rios 19 maja 1895 roku. Został pochowany na Cementerio Santa Efigenia w Santiago de Cuba.
José Martí był przeciwny ingerencji wojsk amerykańskich w sprawy kubańskie.

## Twórczość

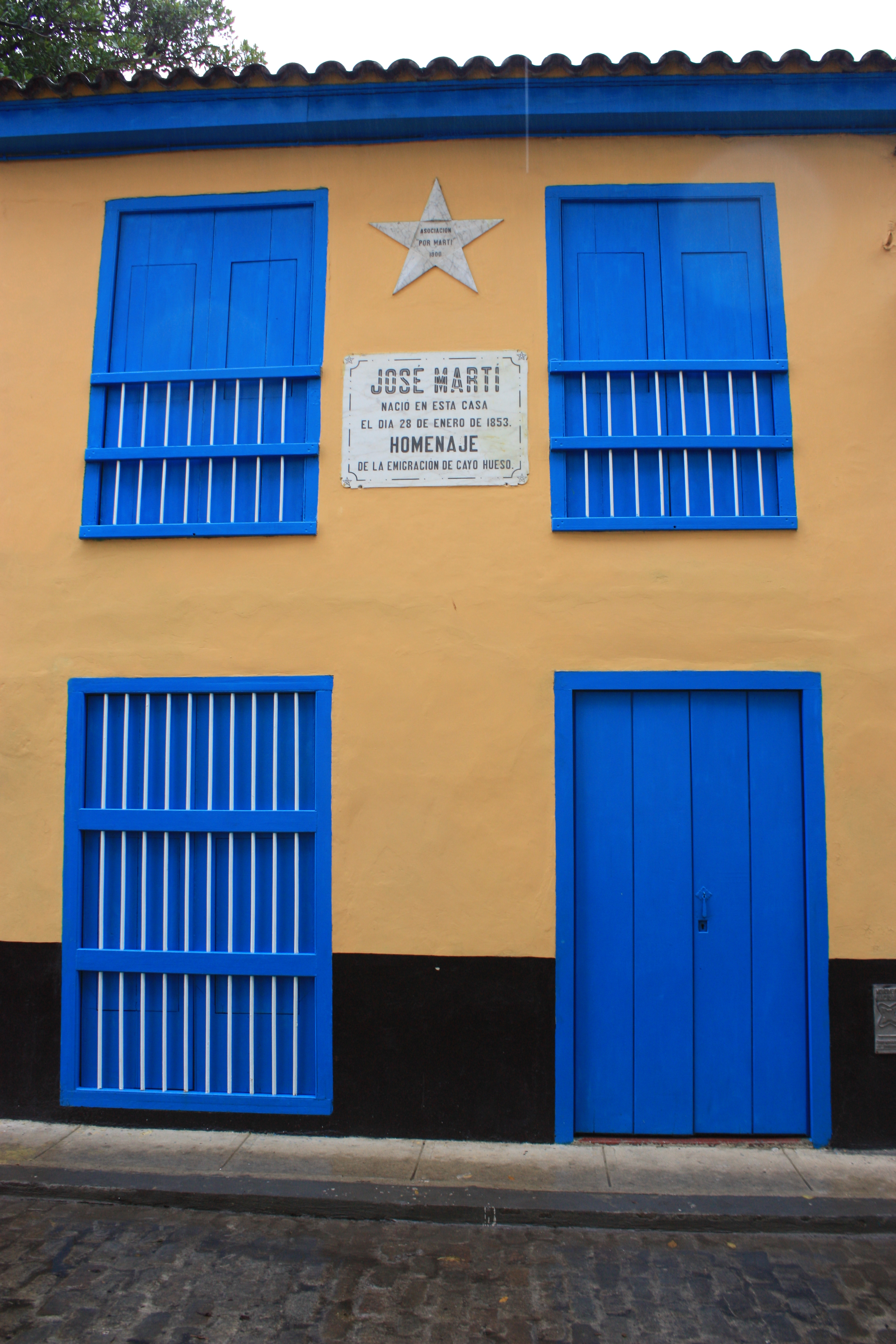
Dom w Hawanie, w którym urodził się José Martí.

Jeden z jego poematów ze zbioru Versos Sencillos został wykorzystany jako tekst piosenki Guantanamera, która stała się najpopularniejszą patriotyczną piosenką na Kubie.
W wieku szesnastu lat Martí napisał swoje pierwsze opracowanie historyczne. Fidel Castro stwierdził, że twórczość Martiego miała decydujący wpływ na jego poglądy. José Martí nie był marksistą, ale w jego dziełach można odnaleźć odwołania do myśli Marksa, z którym zgadzał się, ponieważ obaj interesowali się losem biedoty.

## Upamiętnienie
- W 1949 roku Junta de Patronos (Rada Nadzorcza) Biblioteki Narodowej Kuby z inicjatywy kubańskiego naukowca Fernando Ortiza nadała bibliotece imię José Martí[2].